# Rząd Bernharda von Bülowa
Rząd Bernharda von Bülowa – 17 października 1900 – 10 lipca 1909
| Funkcja                                                                                | Imię i nazwisko                                             | Partia      |
| -------------------------------------------------------------------------------------- | ----------------------------------------------------------- | ----------- |
| Bundeskanzler – Kanclerz Rzeszy                                                        | Bernhard von Bülow                                          | bezpartyjny |
| Stellvertreter des Bundeskanzlers – Wicekanclerz Rzeszy                                | Arthur von Posadowsky-Wehner                                | bezpartyjny |
| sekretarz stanu w ministerstwie spraw zagranicznych                                    | Oswald von Richthofen (do 17 stycznia 1906)                 | bezpartyjny |
| Sekretarz stanu w ministerstwie spraw wewnętrznych                                     | Arthur von Posadowsky-Wehner                                | bezpartyjny |
| Sekretarz stanu w ministerstwie sprawiedliwości                                        | Rudolf Arnold Nieberding                                    | bezpartyjny |
| Sekretarz stanu w ministerstwie marynarki wojennej                                     | Alfred von Tirpitz                                          | bezpartyjny |
| Sekretarz stanu w ministerstwie gospodarki i technologii                               | wakat                                                       |             |
| Sekretarz stanu w ministerstwie rolnictwa, polityki żywnościowej i ochrony konsumentów | wakat                                                       | –           |
| Sekretarz stanu w ministerstwie pracy i polityki społecznej                            | wakat                                                       |             |
| Sekretarz stanu w ministerstwie transportu i budownictwa                               | wakat                                                       |             |
| Sekretarz stanu w ministerstwie poczty                                                 | Victor von Podbielski (do 6 maja 1901) Reinhold Kraetke     | bezpartyjny |
| Sekretarz stanu w ministerstwie skarbu państwa                                         | Max von Thielmann (do 22 sierpnia 1903) Hermann von Stengel | bezpartyjny |
| Sekretarz stanu w ministerstwie kolonii                                                | wakat                                                       | bezpartyjny |